# Aleluja
Aleluja dolazi od hebrejskog izraza koji doslovno znači »hvalite Jahvu«, ovaj radosni liturgijski poklik hvale nalazi se u Psalamima, zatim u Knjizi Tobijinoj te u Otkrivenju.
Liturgijska uporaba usklika potječe od prve Crkve, a danas se upotrebljava tijekom cijele godine osim za vrijeme korizme.